# Floriano de Azevedo Marques Neto
Floriano de Azevedo Marques Neto (São Paulo,  4 de junho de 1968) é um jurista, advogado e professor brasileiro, atual ministro do Tribunal Superior Eleitoral (TSE) e docente da Faculdade de Direito da Universidade de São Paulo, da qual foi diretor entre 2018 e 2022.

## Formação
Floriano de Azevedo Marques Neto é formado em direito pela Faculdade de Direito da Universidade de São Paulo, onde ingressou em 1986 e se formou em 1990, tendo participado do Departamento Jurídico XI de Agosto enquanto estudante. Concluiu o doutorado em direito pela mesma instituição em 1999, com a tese A Republicização do Estado e os Interesses Públicos, sob orientação do Professor Dalmo Dallari.

## Atuação profissional
Sócio-fundador do escritório de advocacia Manesco Advogados, Marques Neto também é professor do curso de pós-graduação da Fundação Getulio Vargas e professor titular do Departamento de Direito Público, na área de Direito Administrativo, da Faculdade de Direito da USP. Também foi diretor da Faculdade de Direito da USP entre 2018 e 2022
Em 2019, afirmou que o presidente Jair Bolsonaro poderia ter violado a lei de licitações e cometido crime de responsabilidade ao excluir o jornal Folha de S.Paulo de uma licitação do governo federal. Em 2023, defendeu a deputada e também professora da Faculdade de Direito da USP Janaina Paschoal de críticas do Centro Acadêmico XI de Agosto.
Em 24 de maio de 2023, após indicação em lista quádrupla pelo Supremo Tribunal Federal (STF), foi nomeado pelo presidente Luiz Inácio Lula da Silva para o cargo de ministro do Tribunal Superior Eleitoral (TSE), tomando posse em 30 de maio do mesmo ano.